# Список померлих 2012 року
Це список значимих померлих у 2012. Померлі перелічені за датою смерті. Під кожною датою перелік в алфавітному порядку за прізвищем або псевдоніма.
Смерті значимих тварин та інших біологічних форм життя також зазначаються тут.
Типовий запис містить інформацію в такій послідовності:
- Ім'я, вік, країна громадянства і рід занять (причина значимості).

## Грудень

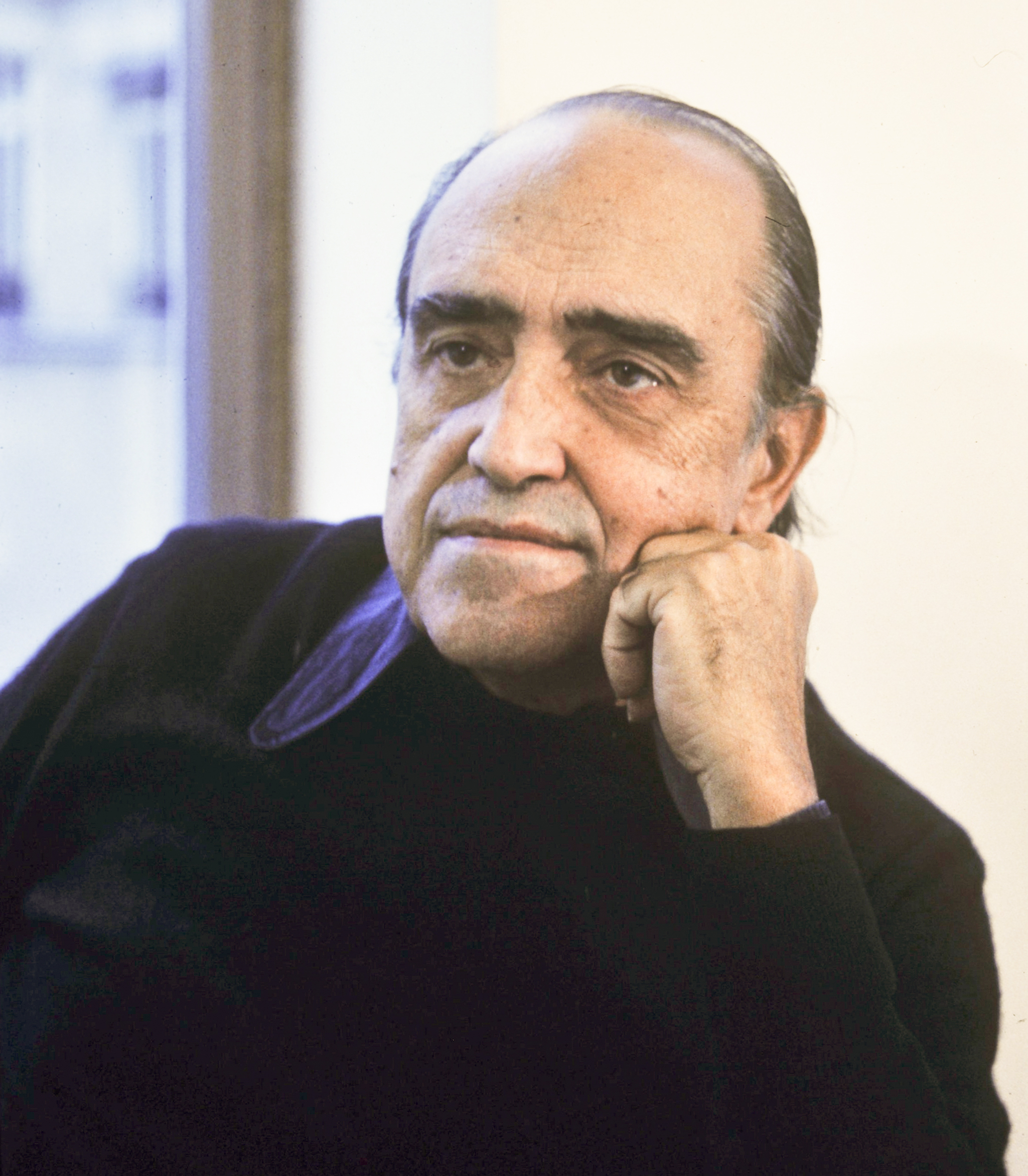
Оскар Німеєр

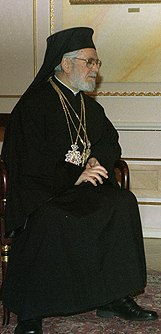
Ігнатій IV

- 31 грудня — Велта Ліне, 89, латвійська акторка
- 30 грудня — Кравс Олександр Станіславович, 70, український футболіст
- 30 грудня — Рита Леві-Монтальчіні, 103, італійський нейробіолог, лауреат Нобелівської премії з фізіології і медицини 1986 року
- 29 грудня — Жан Топар, 90, французький актор театру і кіно.
- 28 грудня — Вацлав Дробний, 32, чеський футболіст, воротар.
- 26 грудня — Фонтелла Басс, 72, американська співачка у стилі соул
- 24 грудня — Джек Клаґмен, 90, американський актор
- 24 грудня — Річард Родні Беннетт, 76, британський композитор.
- 23 грудня — Мих Роман Михайлович, 76 — заслужений архітектор УРСР, багатолітній головний архітектор Львова
- 22 грудня — Воробйов Аркадій Микитович, 88, радянський важкоатлет, дворазовий олімпійський чемпіон з важкої атлетики.
- 22 грудня — Пінчук Юрій Анатолійович, 75, український історик, доктор історичних наук, дослідник проблем історіографії та джерелознавства України, заслужений діяч науки і техніки України.
- 18 грудня — Заяєв Анатолій Миколайович, 81, український футболіст, тренер
- 17 грудня — Рудін Рудольф Григорович, 83, російський актор
- 17 грудня — Теленчі Оксана Євгенівна, українська журналістка
- 15 грудня — Ваншенкін Констянтин Якович, 86, російський поет
- 15 грудня — Деркач Олексій Васильович, 98, український контррозвідник
- 13 грудня — Кустинська Наталя Миколаївна, 74, російська акторка
- 13 грудня — Василь Левкович, 92, останній із живих полковників УПА.
- 11 грудня — Раві Шанкар, 92, індійський віртуоз гри на ситарі і композитор.
- 11 грудня — Вишневська Галина Павлівна, 86, російська співачка, лірико-драматичне сопрано. Народна артистка СРСР.
- 10 грудня — Яджуддін Ахмед, 81, бангладеський політик, президент (2002–2009).
- 9 грудня — Сер Патрік Мур, 89, англійський астроном і теле- та радіоведучий.
- 6 грудня — Ян Кар'ю, 92, гаянський письменський і педагог.
- 5 грудня — Дейв Брубек, 91, американський джазовий піаніст і композитор.
- 5 грудня — Ігнатій IV, 92, православний патріарх Антіохії.
- 5 грудня — Оскар Німеєр, 105, бразильський архітектор, забудовник столиці країни Бразиліа
- 3 грудня — Федір Хитрук, 95, російський мультиплікатор, народний артист СРСР

## Листопад
- 27 листопада — Білик Іван Іванович, 82, український письменник і перекладач, лауреат Шевченківської премії.
- 19 листопада — Борецький Рудольф Андрійович, 82, радянський та російський журналіст,  заслужений професор МДУ, автор першого в СРСР підручника з тележурналістики. [Архівовано 25 грудня 2014 у Wayback Machine.]
- 19 листопада — Стругацький Борис Натанович, 79, російський письменник.
- 11 листопада — Олейников Ілля Львович (Клявер), 65, російський актор, засновник програми «Городок», лауреат премії Теффі.[1]
- 11 листопада — Савчук Олександр Володимирович, 58, народний депутат України.
- 9 листопада —Нікольський Сергій Михайлович, 107, російський математик, заслужений професор МДУ ім. М. В. Ломоносова (2005), академік АН СРСР.
- 6 листопада — патріарх Максим, 98, голова Болгарської православної церкви.

## Жовтень
- 24 жовтня — Володимир Дмитрович Шевченко, український дресирувальник, генеральний директор та художній керівник Національного цирку України
- 22 жовтня — Рассел Мінс, індіанський правозахисник, голова руху за незалежність індіанців Лакота
- 9 жовтня — Марина Голуб, актор театру
- 7 жовтня — Еріберто Ласкано, мексиканський наркоторговець, очільник наркокартелю Лос-Сетас
- 6 жовтня — Шадлі Бенджедід, президент Алжиру з 1979 до 1992 року

## Вересень
- 8 вересня — Бєлявський Олександр Борисович, актор кіно
- 3 вересня — Мун Сон Мьон, корейський проповідник, керівник «Церкви об'єднання», мільярдер і медіа-магнат
- 2 вересня — Лебедєв Олександр Іванович, радянський і російський актор театру і кіно

## Серпень
- 22 серпня  — Ніна Боден, англійська романістка і дитяча письменниця.
- 20 серпня — Мелес Зенаві, президент (1991–1995) і чинний (від 1995) прем'єр-міністр Ефіопії
- 16 серпня — Абуна Павло, глава православної церкви Ефіопії
- 15 серпня — Гаррі Гаррісон, класик американської фантастики
- 14 серпня — Сергій Капиця, радянський і російський вчений-фізик, популяризатор науки, телеведучий
- 5 серпня — Чавела Варгас, мексиканська виконавиця пісень в стилі ранчера

## Липень
- 31 липня — Ґор Відал, американський письменник та громадський діяч
- 31 липня — Ірина Стасів-Калинець, українська поетеса
- 26 липня — Жарков Сергій Миколайович, радянський та український футболіст
- 24 липня — Джон Еванс Атта Міллс, чинний президент Гани
- 22 липня — Богдан Сильвестрович Ступка, актор театру і кіно, Народний артист СРСР, Герой України
- 16 липня — Джон Лорд, англійський композитор та клавішник, лідер групи Deep Purple

## Червень
- 13 червня — Роже Гароді, французький філософ
- 11 червня — Теофіло Стівенсон, кубинський триразовий олімпійський чемпіон з боксу у важкій вазі
- 6 червня — Рей Бредбері, американський письменник-фантаст

## Травень

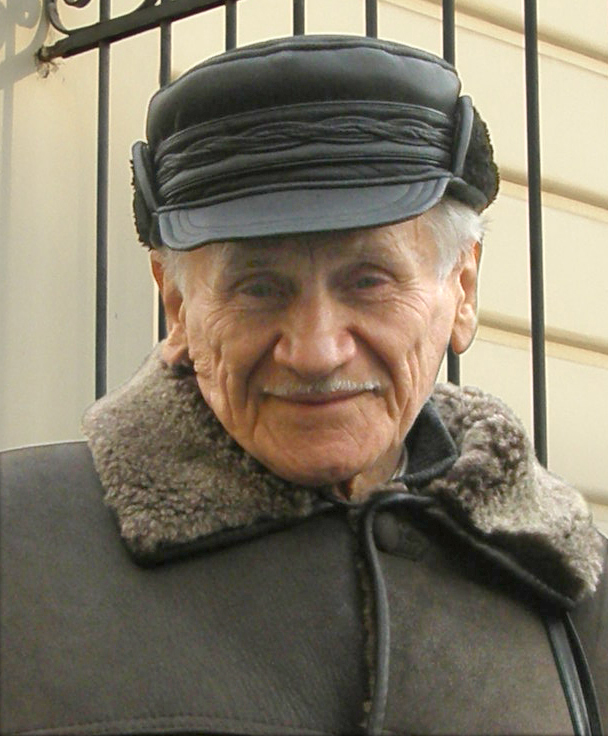
Борис Возницький (1926–2012)

- 23 травня — Борис Возницький, український мистецтвознавець, директор Львівської галереї мистецтв, Герой України (2005), лауреат Національної премії імені Тараса Шевченка (1990)
- 17 травня — Донна Саммер, американська співачка диско і госпел
- 16 травня — Марія Бієшу, молдовська та радянська оперна прима
- 15 травня — Карлос Фуентес, мексиканський письменник

## Квітень
- 11 квітня — Ахмед бен Белла, перший президент Алжиру (у 1963-65)
- 5 квітня — Бінгу ва Мутаріка, чинний президент Малаві та голова Африканського Союзу
- 1 квітня — Мігель де ла Мадрид, 32-й президент Мексики, у 1982–1988 роках
- 17 квітня — Дімітріс Мітропанос, грецький співак, один з найвизначніших виконавців лаїко сучасності

## Березень
- 18 березня — Георг Тупоу V, король Тонги
- 17 березня — Іван Дем'янюк, український солдат Червоної армії, виправданий 1993 року Верховним судом Ізраїлю від звинувачень у військових злочинах під час Другої світової війни
- 17 березня — папа Шенуда III, патріарх Коптської православної церкви від 1971
- 10 березня — Шервуд Роуленд, американський хімік, лауреат Нобелівської премії з хімії (1995) за роботи по ролі газоподібних галогеноалканів у виснаженні озонового шару Землі.

## Лютий
- 25 лютого - Моріс Андре, 78, французький класичний сурмач.
- 24 лютого - Бенкендорф Андрій Олександрович, 65, український та російський кінорежисер.
- 22 лютого - Касаткіна Людмила Іванівна, 86, радянська та російська актриса театру і кіно, народна артистка СРСР (1975).
- 20 лютого - Ренато Дульбекко, 97, італійський вірусолог, лауреат Нобелівської премії з фізіології і медицині в 1975.
- 19 лютого - Саратов Іван Юхимович, 81, український гідротехнік, краєзнавець, голова Харківської обласної організації Національної Спілки краєзнавців України (1992–2012).

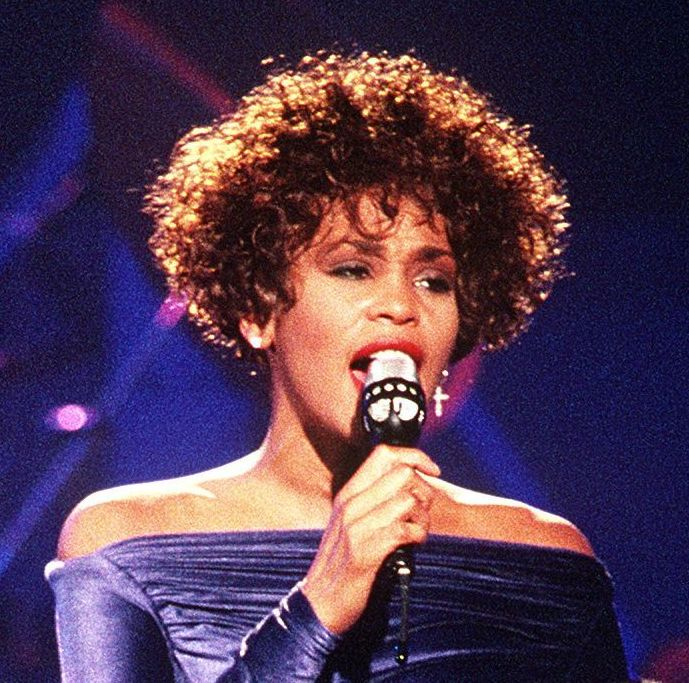
Вітні Х'юстон

- 11 лютого - Колосов Сергій Миколайович, 90, кінорежисер, народний артист СРСР.
- 11 лютого - Вітні Х'юстон, 48, американська співачка, одна з найуспішніших у світі, володарка численних нагород, в тому числі Ґреммі, Еммі.
- 8 лютого - Луїс Альберто Спінетта, 62, аргентинський співак, музикант, поет і композитор, один із найвпливовіших представників аргентинського року.
- 8 лютого - Джон Ферфакс, 74, британський веслувальник і мандрівник, який у 1969 першим здійснив перехід на веслах через Атлантичний океан
- 6 лютого - Антоні Тапіес, 88, каталонський живописець, скульптор, один з найвідоміших європейських художників і скульпторів другої половини XX століття.
- 4 лютого - Бойков В'ячеслав Григорович, 64, український музикант, піаніст, педагог, заслужений діяч мистецтв України.
- 1 лютого - Віслава Шимборська, 88, польська поетеса, лауреатка Нобелівської премії з літератури (1996).
- 1 лютого - Сапеляк Степан Євстахійович, 60, український поет, прозаїк, публіцист, літературознавець, правозахисник, громадський діяч.

## Січень

### 25 січня
- Пааво Берглунд, 82, фінський диригент.

### 24 січня
- Тодорос Ангелопулос, 76, грецький кінорежисер та сценарист.

### 18 січня
- Жариков Євген Ілліч, 70, російський актор.
- Трояновський Валентин Миколайович, 72, радянський футболіст.

### 16 січня
- Густав Леонгардт, 83, голландський клавесинист, органіст, диригент, музикознавець і педагог.

### 13 січня
- Рауф Денкташ, 87, перший президент Турецької Республіки Північного Кіпру, у 1983–2005 рр.
- Милян Милянич, 81, югославський футболіст, футбольний тренер та функціонер.

### 10 січня
- Геворк Вартанян, 87, радянський розвідник, Герой Радянського Союзу.

### 9 січня
- Малам Бакай Санья, 64, президент Республіки Гвінеї-Бісау в 2009–2012 рр.

### 1 січня
- Гарі Аблетт, 46, англійський футболіст та тренер.
- Киро Глигоров, 94, перший президент Північної Македонії.